# Ilombe Mboyo
Pour les articles homonymes, voir Mboyo.
Ilombe « Pelé » Mboyo, né le 27 avril 1987 à Kinshasa au Zaïre (aujourd'hui la république démocratique du Congo), est un footballeur international belge qui évolue au Royal Excelsior Virton au poste d'attaquant.
Il est un cas belge de réinsertion puisqu'il a rejoué au football puis été sélectionné en équipe nationale après avoir purgé une peine de réclusion criminelle. Néanmoins ses tentatives de transfert en Angleterre ont avorté en raison d'exigences éthiques des actionnaires[réf. nécessaire].

## Biographie
Natif de Kinshasa et arrivé en Belgique alors qu'il était enfant, Ilombe Mboyo découvre le football à Zellik sport (1993-1997), puis passe au Sporting d'Anderlecht à 10 ans (1997-2001). Il passe ensuite à l'Eendracht Alost (2001-2002) puis au FC Bruges (2002-2005). Il rejoint alors le Sporting de Charleroi où il fait ses débuts en équipe première en décembre 2008. 
Il passe ensuite au KV Courtrai en 2010-2011 puis il signe à La Gantoise en 2011. Il est un temps pressenti au club anglais Norwich City Football Club début 2013, voire de retour à Anderlecht. Le 7 août 2013, il signe un contrat de 4 ans avec le KRC Genk. Le coût du transfert s'élève à 4,7 millions d'euros, un record pour le club limbourgeois!
Le 8 octobre 2012, à la suite de la blessure de Romelu Lukaku, il est appelé dans le noyau des Diables Rouges par Marc Wilmots pour les matches des 12 et 16 octobre 2012 en Serbie et contre l'Écosse. Ces matches sont joués dans le cadre de la phase qualificative pour la coupe du monde de football 2014. Il connait sa première sélection officielle contre l'Écosse le 16 octobre.
Ilombe Mboyo a joué un match pour la sélection des « Léopards » de la République démocratique du Congo lors du match amical entre la Gambie et la RDC (3-0) à Banjul le 10 août 2011, sous la direction de Robert Nouzaret. Il n’a plus été depuis appelé dans la sélection congolaise .

## Vie privée
Ilombe Mboyo est arrivé en Belgique alors qu'il était enfant. Il est le fils d'Ilombe Mboyo, ancien président de coordination de l'AS Vita Club.
En 2005, il est condamné à sept ans de prison dont trois avec sursis pour des faits de viol collectif, datant de 2004 (il était alors mineur, âgé de 17 ans). Il est détenu dans les prisons de Saint-Gilles puis Forest, mais demande son transfert à Ittre pour pouvoir bénéficier du programme d'aide « Foot en prison  », ce qui lui permet de relancer sa carrière. Le projet est suivi par Pierre Bodenghien, qui est également recruteur pour le Sporting de Charleroi. Il a ensuite obtenu une libération conditionnelle en 2009.
Il a également fait l'objet d'une arrestation administrative en mars 2013, avec incarcération pour la nuit.  
Ilombe Mboyo est le cousin de Geoffrey Mujangi Bia, avec qui il a joué au FC Sion.